# Старі Вислі
Старі Вислі́ (рос. Старые Высли, чув. Тăманлă Выçли) — присілок у складі Комсомольського району Чувашії, Росія. Входить до складу Тугаєвського сільського поселення.
Населення — 583 особи (2010; 605 у 2002).
Національний склад:
- чуваші — 99 %